# Maegami-ji

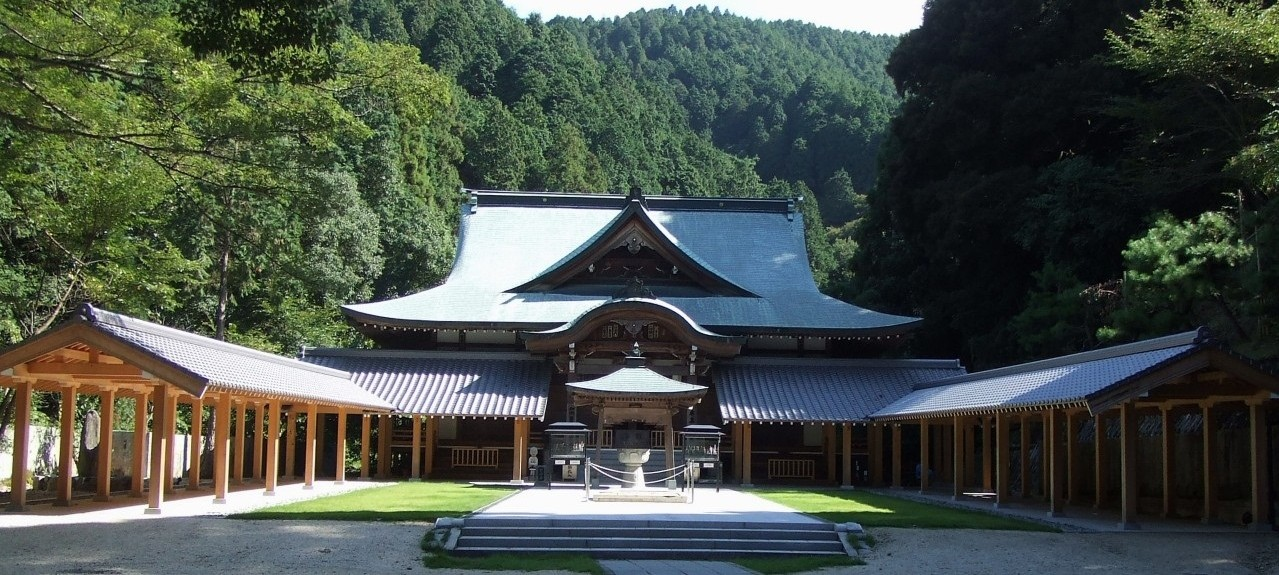
Die Haupthalle des Tempels

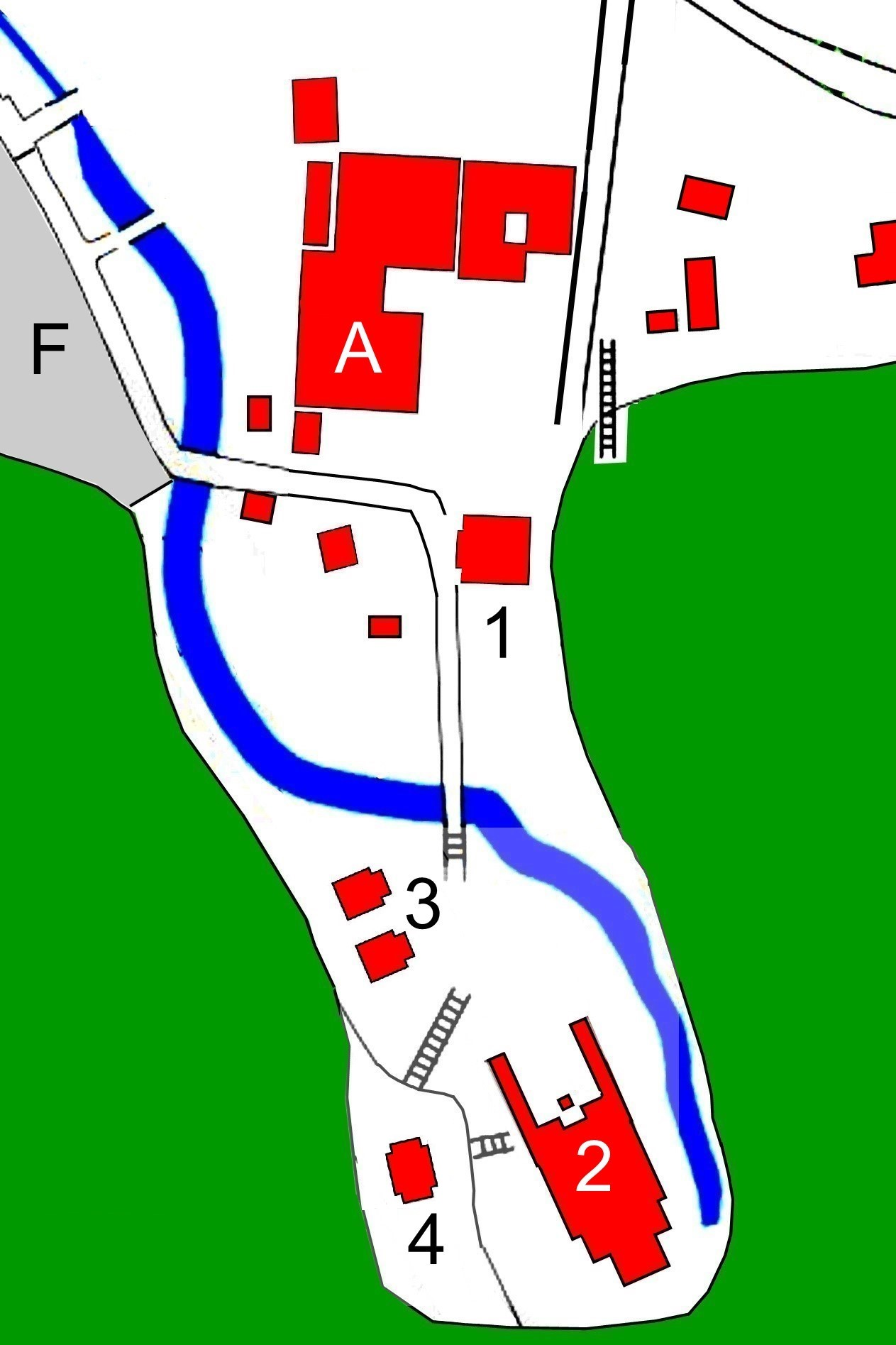
Plan des Tempels (s. Text)

Der Maegami-ji (japanisch 前神寺) mit den Go Ishizuchisan (石鈇山) und Konjikiin (金色院) ist ein Tempel der Shingon-Richtung des Buddhismus in der Stadt Saijō (Präfektur Ehime). In der traditionellen Zählung ist er der 64. Tempel des Shikoku-Pilgerwegs. 

## Geschichte
Der Tempel befindet sich am Fuße des 1982 m hohen Ishizuchi-Berges und ist Haupttempel des 真言宗石派. Priester Kūkai soll ihn als Jugendlicher zweimal bestiegen haben. Als erster soll aber En no Gyōja im 7. Jahrhundert den Berg bestiegen und dort gebetet haben, die buddhistischen Gottheiten Shaka Nyorai und Amida Nyorai mögen den Menschenhelfen. Daraufhin erschien ihm Ishizaō Gongen (石蔵王権現) und versprach Hilfe. En no Gyōja schnitzte nun eine Heiligenfigur und schuf für sie eine Gebetsstätte. 
Später war es der erkrankte Kaiser Kammu, der um das Jahr 800 gelobt hatte, nach seiner Heilung den Tempel zu fördern. Geheilt tat er dies, so dass der Tempel nun zu einem Shichidō Garan (七堂伽藍), also zu einer vollständigen Anlage mit den sieben dazugehörigen Bauten, erweitert werden konnte. – Der Tempel wurde durch die Jahrhunderte von verschiedenen Kaisern gefördert. In der Edo-Zeit waren es der Zweig der Matsudaira, der in Takamatsu residierte und der den Tempel förderte.
Zu Beginn der Meiji-Zeit wurde der Tempel im Rahmen der Trennung von Buddhismus und Shintoismus aufgelöst und durch den Ishizuchi-Schrein abgelöst. 1889 konnte er jedoch seine Tätigkeit wieder aufnehmen. Heute zählt der Tempel über 300.000 Anhänger. Zum jährlichen Tempelfest am 1. Juli kommen einige Zehntausend, wobei die Schneckenhörner (法螺貝, horagai) zu hören sind, deren Ton mit „nan-man-da“ umschrieben wird.

## Anlage
Man betritt die Tempelanlage von Nordwesten her, wo man von einem einfachen Tempeltor (山門, Sammon) begrüßt wird. Man hat dann den Friedhof (F im Plan) zu seiner Rechten, überquert links einen Bach auf der kleinen „Paradiesbrücke“ (極楽橋, Gokurakubashi). Der Weg führt weiter an dem Abtquartier (A) vorbei zur Halle, die dem Tempelgründer gewidmet ist, der Daishidō (大師堂; 1). 
Man überquert noch einmal den Bach auf der „Brücke zum gelobten Land“ (浄土橋, Jōdobashi), passiert man auf der rechten Seite einen kleinen Wasserfall, der sich über den heiligen, von Flammen umgebenen Fudō Myōō (不動明王) ergießt. Man steigt das Tal hinauf zur Haupthalle (Hondō; 2), die nach 2009 um Seitenflügel erweitert wurde. – Weiter befinden sich oben auf dem Gelände die Yakushidō (薬師堂; 3) und die Gomadō (護摩堂; 3) und als Besonderheit die shintoistische Gongen-Halle (権現堂; 4), die für die Ishizuchi-Verehrung gebaut wurde.

## Bilder

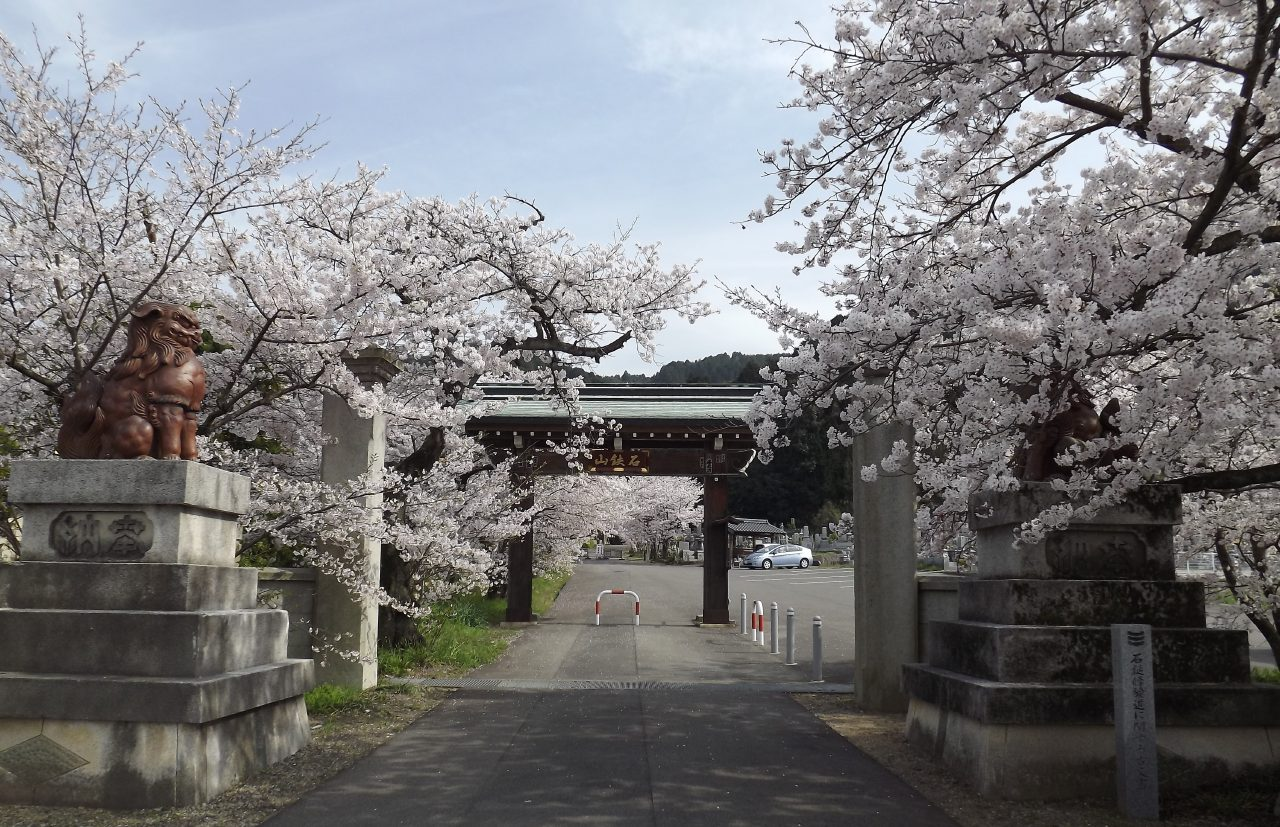
Vor dem Tempeltor
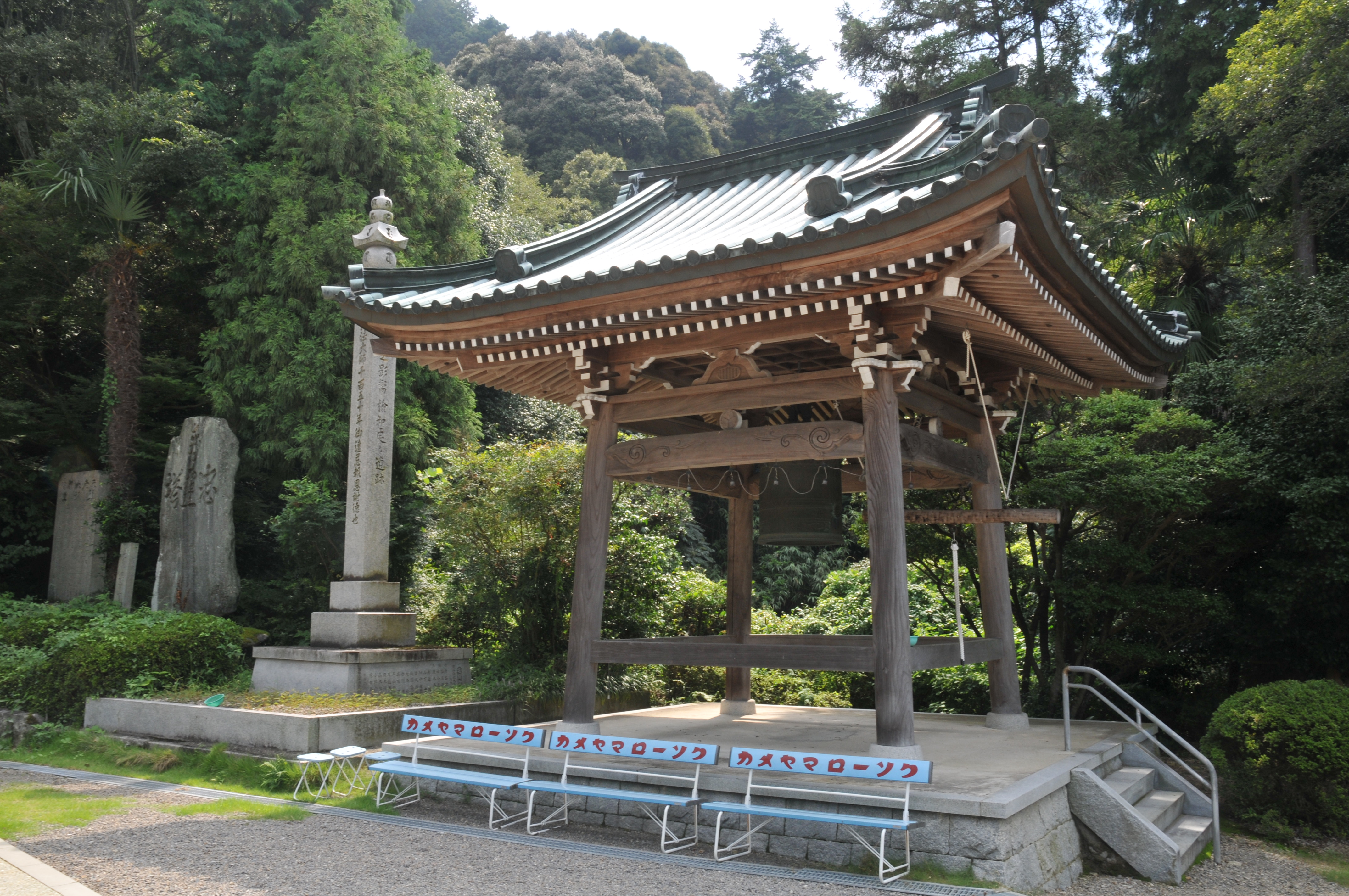
Glockenturm
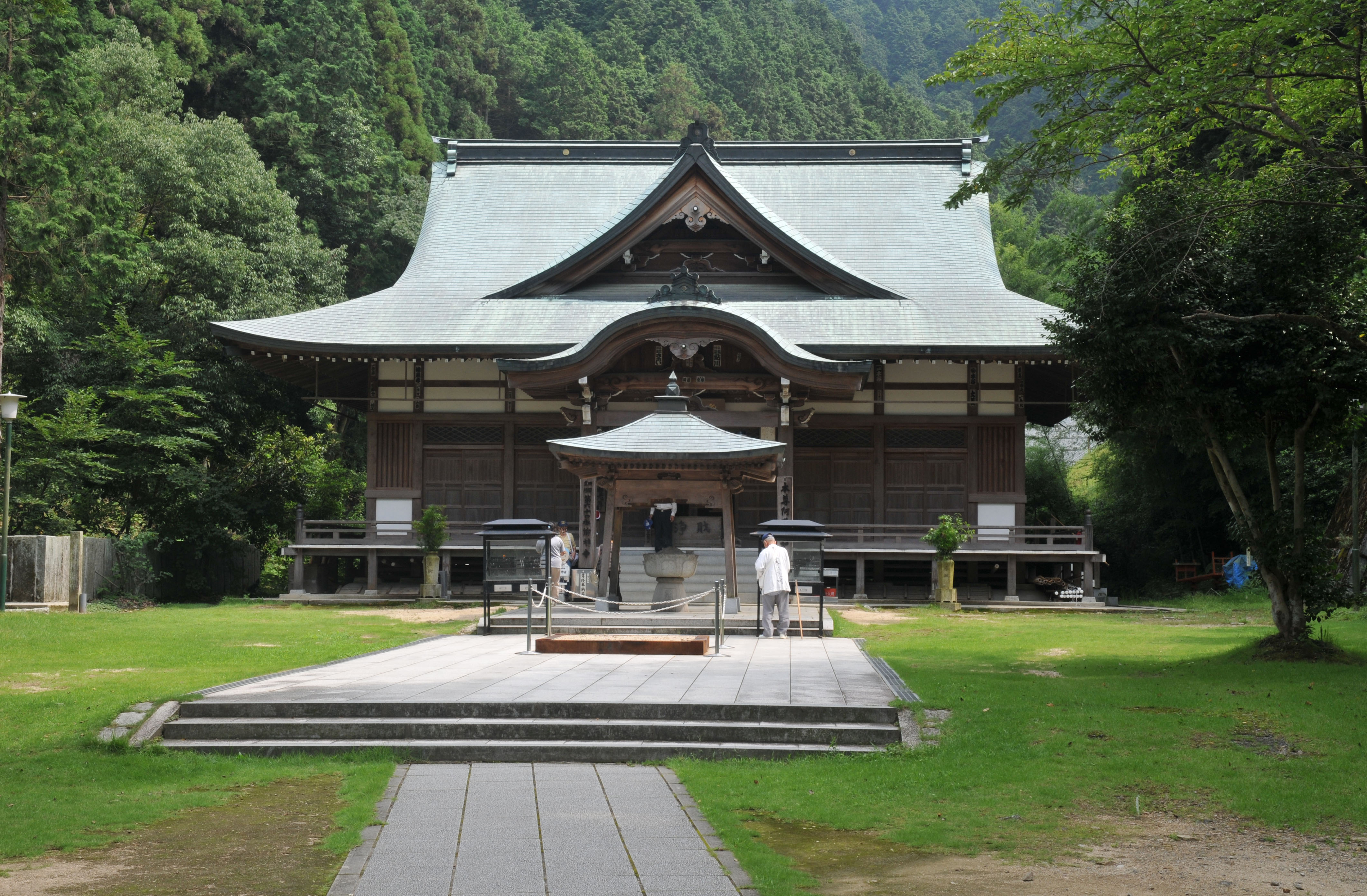
Haupthalle vor der Erweiterung
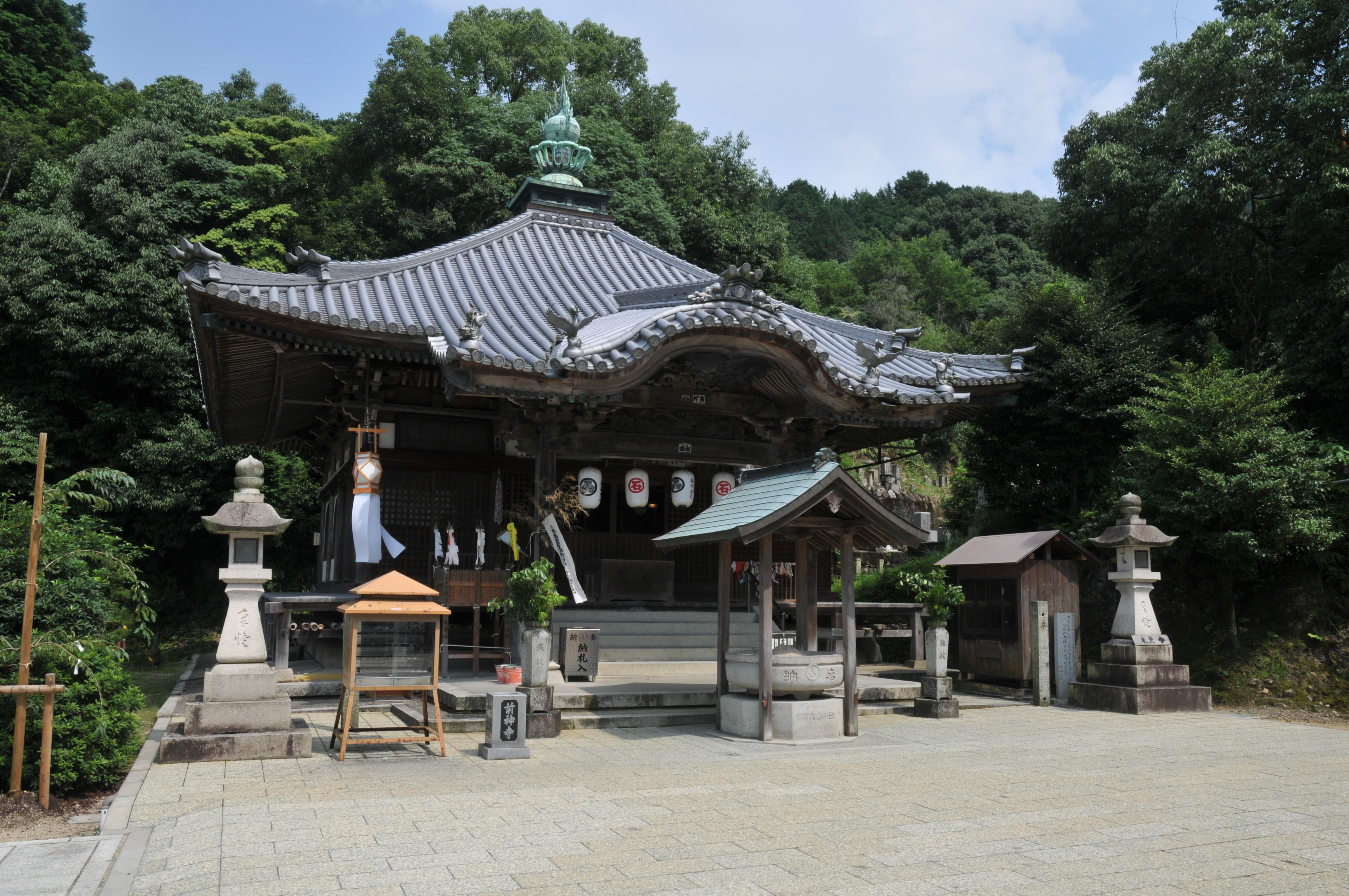
Daishidō
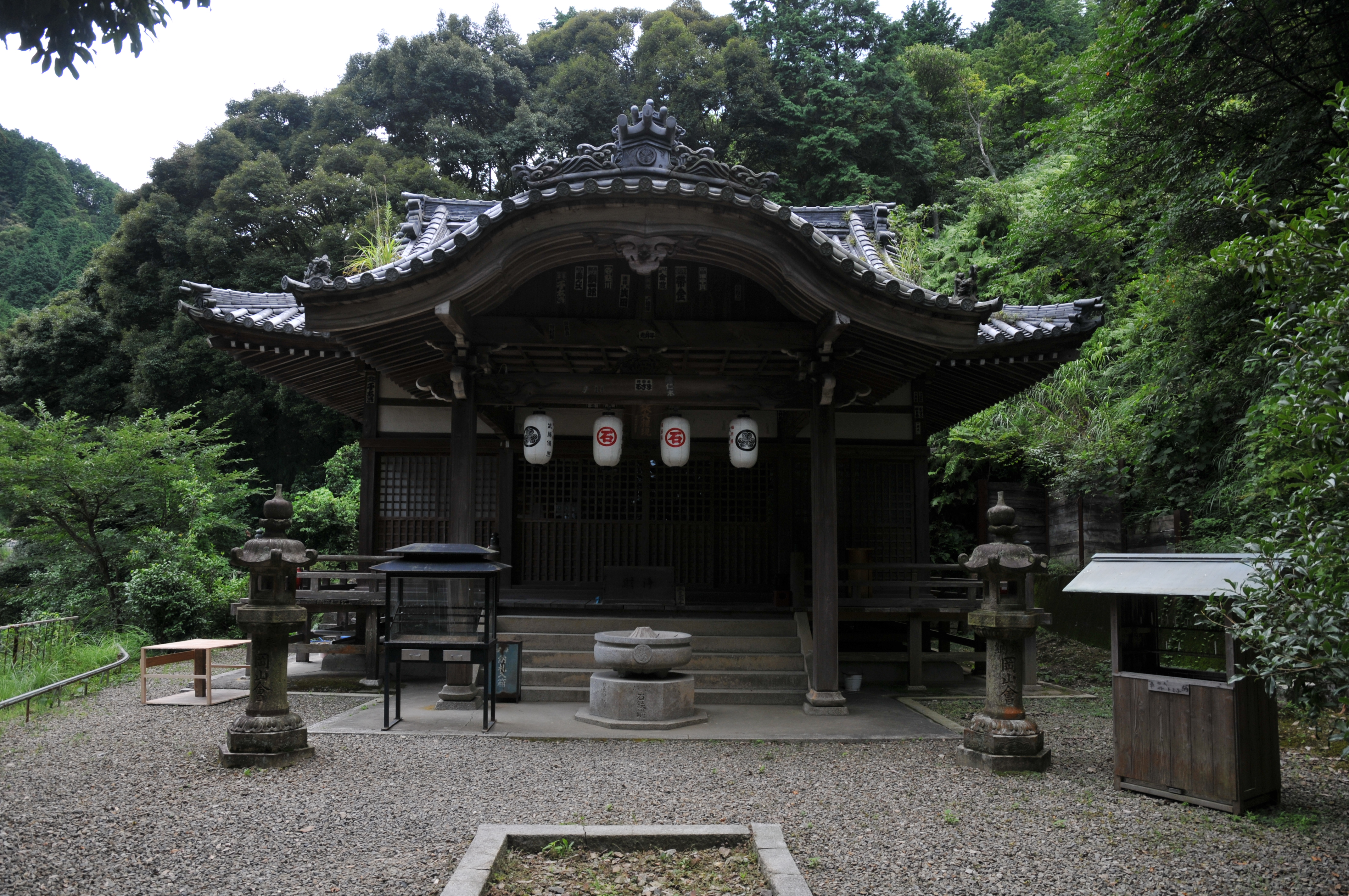
Gongendō
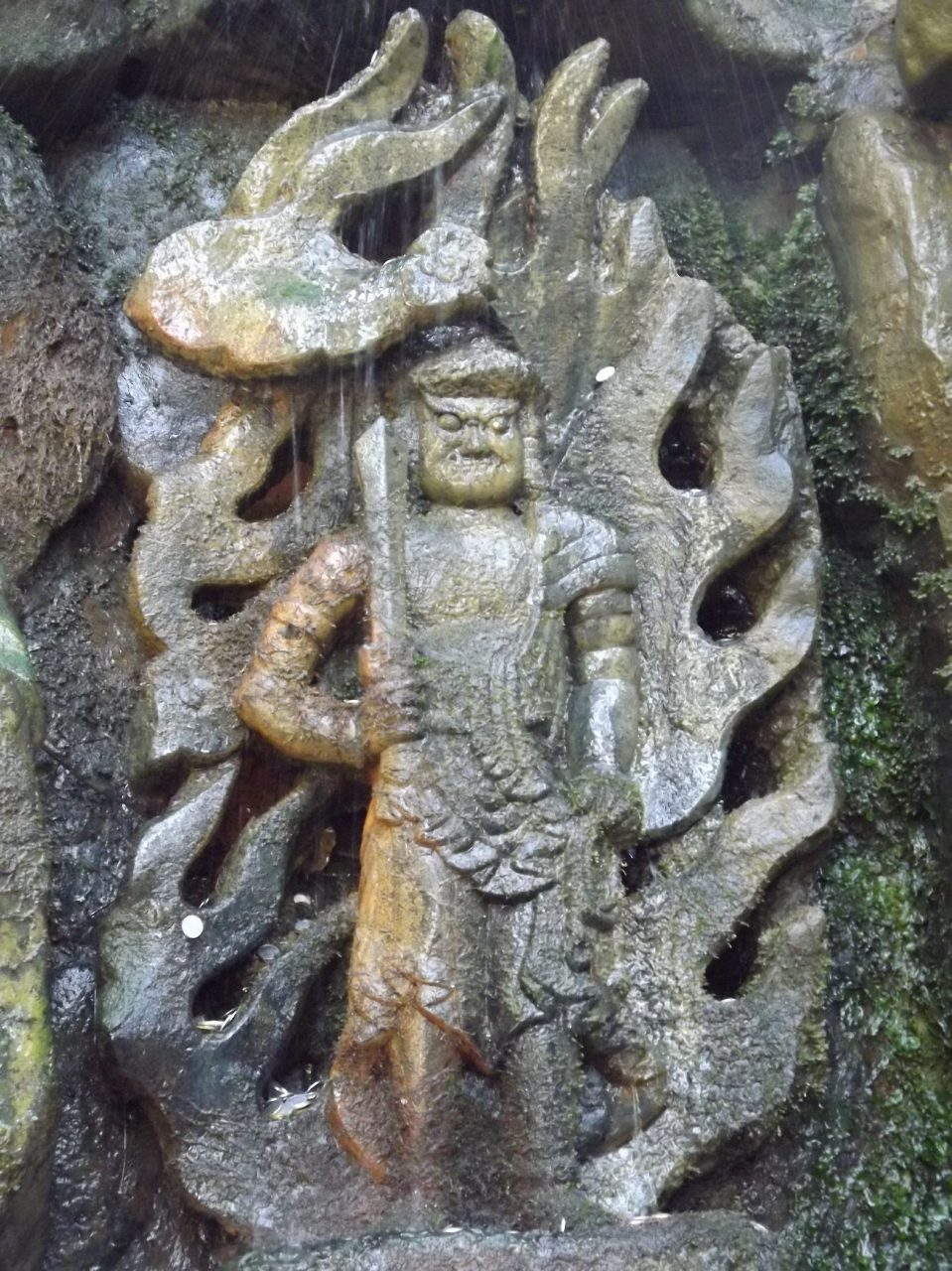
Fudō unterm Wasserfall